# سیارک ۵۶۱۴
سیارک ۵۶۱۴ (به انگلیسی: 5614 Yakovlev، نامگذاری:1979VN) پنج هزار و ششصد و چهاردهمین سیارک کشف شده‌است که در ۱۱ نوامبر ۱۹۷۹ کشف شد.
قدر مطلق سیارک برابر ۱۳٫۱۰ است.